# 美國駐越南共和國大使館
美國駐越南共和國大使館（英語：Embassy of the United States, Saigon）簡稱美國駐南越大使館，是美國於1955年至1975年間設在南越（越南國及其後的越南共和國）首都西貢市（今胡志明市）的外交機構。由於駐越大使館於越南戰爭期間身為重要地標及美國在該國的權力象徵，因此經歷了如春節攻勢時，導致美國輿論趨向反戰的1968年越共襲擊使館行動、1975年西貢陷落時美軍的大規模直升機撤退行動等歷史事件。
1995年美國與越南社會主義共和國正式建交後，重新入驻20年前匆促撤離的駐西貢大使館院區。不過因為建築老舊，直到1998年，廢棄的大使館辦公樓夷為平地，改建為美國駐胡志明市總領事館的附屬公園。

## 第一代館舍

### 1950年－1965年

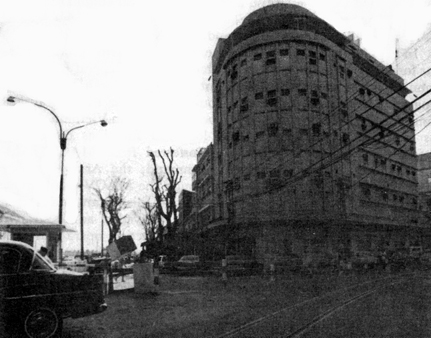
美國駐南越大使館第一代館舍

美國和越南南部政府的邦交始於1950年，當年華府承認了保大帝領導的越南國，並且在越南國首都西貢創設了美國在該地最早的大使館。1954年日內瓦會議及越南分裂為南北之後，美國沒有與越南民主共和國（北越）建立外交關係，而美國駐越南國大使館在吳廷琰罷黜保大帝、改立越南共和國後直接繼續沿用。之後又於峴港和芽莊設立美國領事館。
美國在西貢第一代使館館舍建立於西貢市中心的咸宜大道39號（39 Hàm Nghi，10°46′13.82″N 106°42′17.27″E / 10.7705056°N 106.7047972°E），靠近西貢河的西岸。該建築至今依然屹立在原處。

### 1965年－1966年

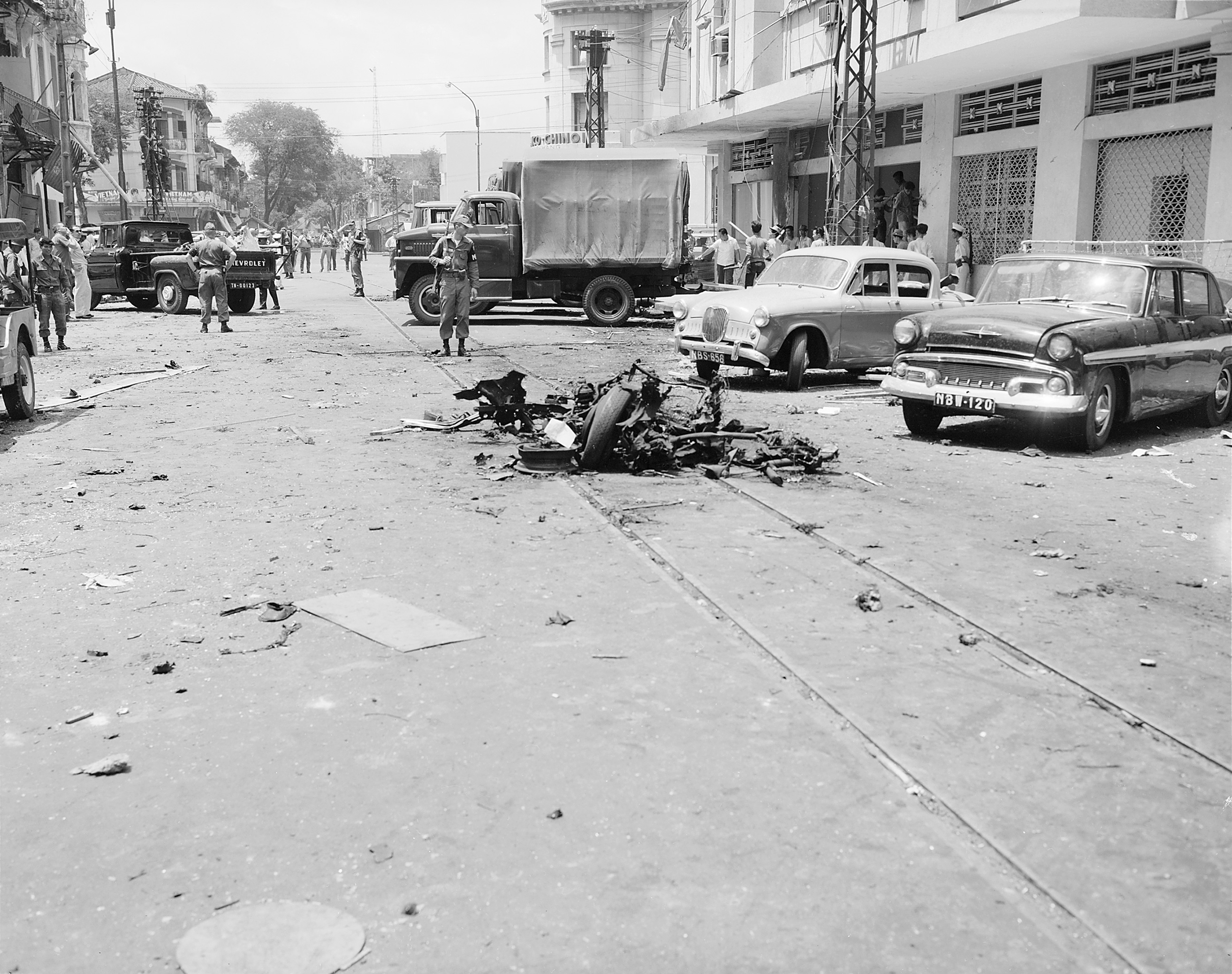
越戰期間西貢市區一處被汽車炸彈波及的狼籍現場，越共以相同方式在美國大使館外造成破壞。

1965年3月30日，越共在大使館外的街上引爆了汽車炸彈。在引爆之前，該汽車的駕駛和警察發生爭執，引來了包括大使館員工在內的一群路人前來圍觀，進而增加了事件中傷亡的人數。當車上的塑料炸藥爆發之後，當場炸死了一位年僅21歲的大使館女雇員芭芭拉·羅賓斯，另一名美國人、19名越南公民和一名在美國海軍內擔任補給兵的菲律賓裔人也在爆炸後喪命，此外現場的受傷人數則高達183人。
這場波及大使館的爆炸事件不僅使羅賓斯成為第一位在越戰中喪命的美國女性，也迅速被美國各大媒體報導出去。爆炸案同時突顯了駐外使館的維安問題，存在著難以防範的漏洞。有鑑於此，使美方人員決定在首都圈另覓他處、增設新館，以獲得更安全的保障。

## 第二代館舍

### 1967年－1968年

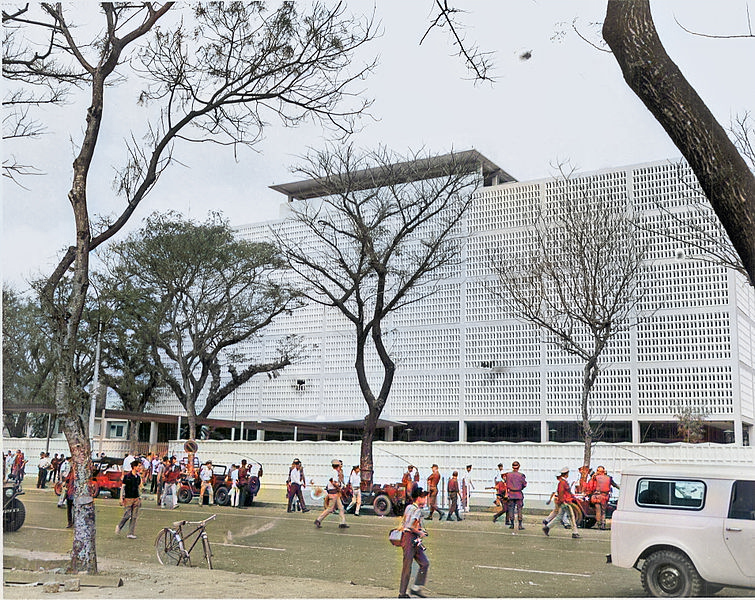
美國駐越大使館及統一大道上的訪客入口（攝於1968年1月）

大使館新址在經過評估之後，選中了一塊面積達3.18英畝（12,900平方）的土地。該地位於統一大道（Thống Nhất，今已改名為黎筍大道）與莫挺之街（Mạc Đĩnh Chi）路口（10°46′58.12″N 106°42′3.66″E / 10.7828111°N 106.7010167°E），門牌號碼是統一大道4號。由於與前稱諾羅敦宮（Norodom Palace）的南越總統府（今統一宮）距離不遠，遂得名「諾羅敦館區」（Norodom Compound）。新館址隔壁緊鄰法國大使館、並與英國大使館隔對街。
新館由兩個館區組成，即領事館院區和大使館館區，前者由圍牆和鋼製大門圍起來，後者包含了大使館辦公大廈、後面的停車場和一棟供館務協調官（Mission Coordinator，美國駐南越大使之下的文職助理官）居住的雙層官邸、車輛調配場等設施。出入口共兩處，分別為統一大道上的行人入口和莫挺之街上的車輛入口。
第二代的使館辦公大廈是棟顯著的六層白色大型樓房，施工期間即成為西貢市區最高的幾棟建築物之一。它採用白色混凝土外牆，同時可降低室內溫度、並削弱火箭等自動推進武器對建築的破壞程度。屋頂上設有直升機降落台，大使館大門與統一大道行人入口的通道上方有遮雨棚覆蓋。
大使館遷到新館辦公後，咸宜大道上的舊館則繼續作為大使館附屬設施使用。

### 春節攻勢
1967年12月15日後，西貢等數個南越都市的防務由美軍移交給越南共和國軍，美軍負責的範圍於是只剩市內的美國設施。1968年1月30日晚上時，大使館區周邊共有4座西貢市警局的派出所負責外圍警戒，而在使館內，隸屬於美國陸軍第18憲兵旅716營的兩名隊員負責守衛莫挺之街上的車輛入口，使館辦公樓內則駐守著美國海軍陸戰隊使館警衛隊的兩名隊員。同時由於春節停火協議破壞後的情勢，又在使館頂樓派了一名海軍陸戰隊員居高臨下地駐守。

#### 越共夜襲大使館

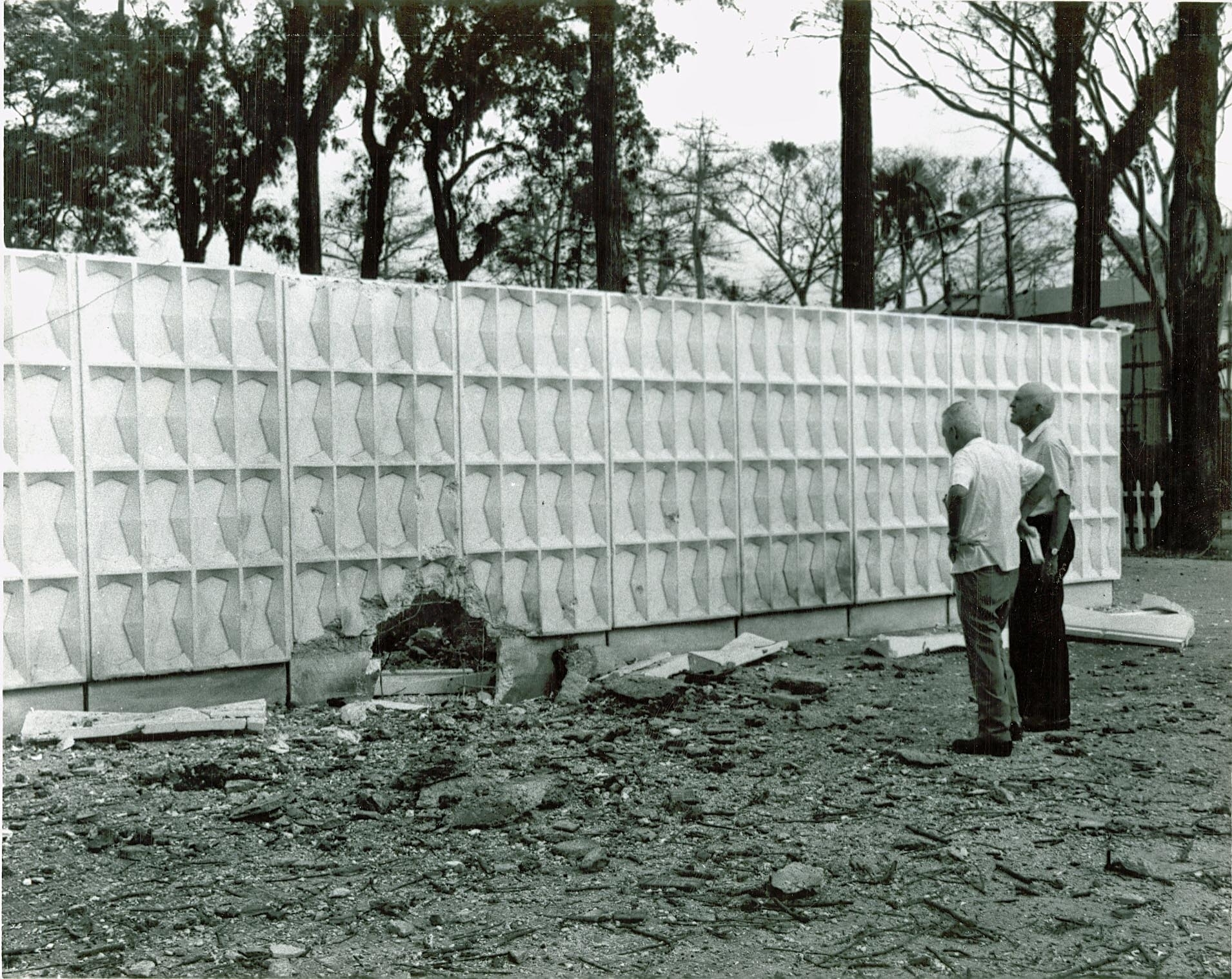
越共士兵在統一大道側的大使館圍牆上所炸出的凹洞，藉此進入使館院子展開攻擊。

1月31日，午夜0時之後的的凌晨，19名越共工兵營所屬的敢死隊員聚集在潘清簡街59號（59 Phan Thanh Giản）一家修車廠的藏匿處內分配武器，準備趁夜對美國大使館發動攻擊。接著他們乘坐一輛貨車和計程車朝市中心駛去，當進入莫挺之街、因為正值宵禁而熄掉大燈後，仍被西貢市警發現，但警員們沒有加以攔截。兩輛車之後又轉入統一大道，然後開始對大門的美國陸軍憲兵開火。當時值班的兩位憲兵，查爾斯·丹尼爾專業下士（SP4 Charles L Daniel）和威廉·塞巴斯特一等兵（PFC William E Sebast）立刻開槍還擊，迅速鎖上鐵門後以無線電通報大使館遭受攻擊。同時聽到槍聲的是人在後院的海軍陸戰隊中士羅納·哈伯（Sgt Ronald W. Harper），他從使館辦公樓後門奔往前門，穿過大廳裡正在撥電話請求支援的陸戰隊下士喬治·扎赫雷尼（Cpl George B Zahuranic），並把一名南越巡夜員拉入館內，再鎖上厚重的柚木大門。
凌晨2時47分，越共在統一大道側的使館外牆炸出一個小洞，才得以進入院子。帶頭進入的兩名隊長立刻被莫挺之街入口崗哨內的憲兵丹尼爾和塞巴斯特擊殺，丹尼爾用無線電大喊「他們進來了！他們進來了！支援我！支援我！」，然後他和塞巴斯特上兵就雙雙中彈身亡。使館屋頂上，海軍陸戰隊中士魯迪·索托（Sgt Rudy A. Soto Jr）看到越共士兵穿牆而入後，試圖用12口徑散彈槍開火，但在發射幾發後槍管就塞住了，又拿出點38左輪手槍，但射程不足，對一樓院子裡的敵人殺傷力有限。

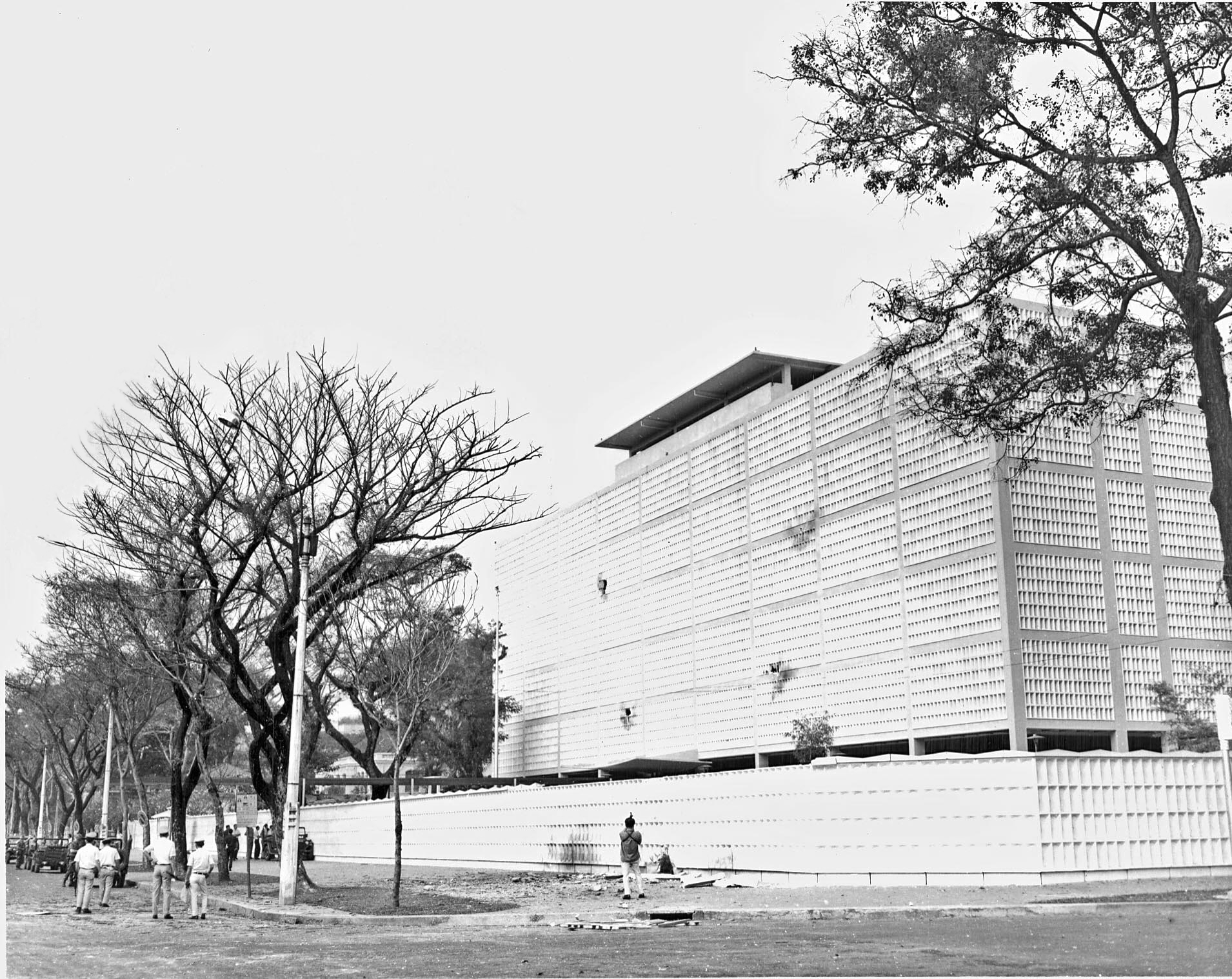
大使館辦公樓外牆被槍砲擊中的痕跡

此時敢死隊員正在用56式自動步槍和RPG-2火箭推進榴彈朝使館廳舍射擊，其中幾發穿入建築，射傷了扎赫雷尼下士和兩台無線電接收器。索托中士試著聯絡大廳衛兵卻告失敗，他因此假設哈伯和扎赫雷尼均已陣亡，打電話請求支援後，便等著越共攻進來。在使館院子後的官邸內，槍戰聲吵醒了時任外交協調官的傑考森上校（Col George Jacobson），他立刻尋找可供自衛的武器，只找到一枚M26手榴彈。
此時，一輛接獲丹尼爾求救的憲兵吉普車趕往現場，但開到使館外時就被街上的越共士兵以自動武器射擊，車上兩位憲兵隊員強尼·湯瑪斯中士（Sgt Johnie B Thomas）和歐文·梅巴斯特上士（SFC Owen E Mebust）當場喪命。
攻擊當時在大使館辦公樓裡的除了三位海軍陸戰隊員外，尚有美籍文職雇員六名及越籍文職雇員兩名。美國人員們準備了點三八左輪和貝瑞塔M12衝鋒槍保護自己。而使館院區裡的越共敢死隊員們，逐漸因兩名隊長陣亡而顯得群龍無首。儘管他們共攜入了40磅的C4炸藥，足以按照原先的指令、用來把使館大樓炸出一個可以攻入的缺口，但他們只是守著院子裡的圓形混凝土花壇，與更多持槍加入反擊的美國人員駁火。

#### 外界展開增援
在美國大使館5個街區外的海軍陸戰隊宿舍，羅伯特·歐布萊恩上尉（Cpt Robert J. O'Brien）將使館警衛隊內其他的陸戰隊員組成了快速反應小組並朝大使館進發。當他們到達莫挺之街時，發現車輛入口已被鎖上，且可以看到越共敢死隊在院裡射擊。當他們呼叫憲兵時，越共隊員們立刻開槍逼他們退到遠處，並在館內的花園裡點火。

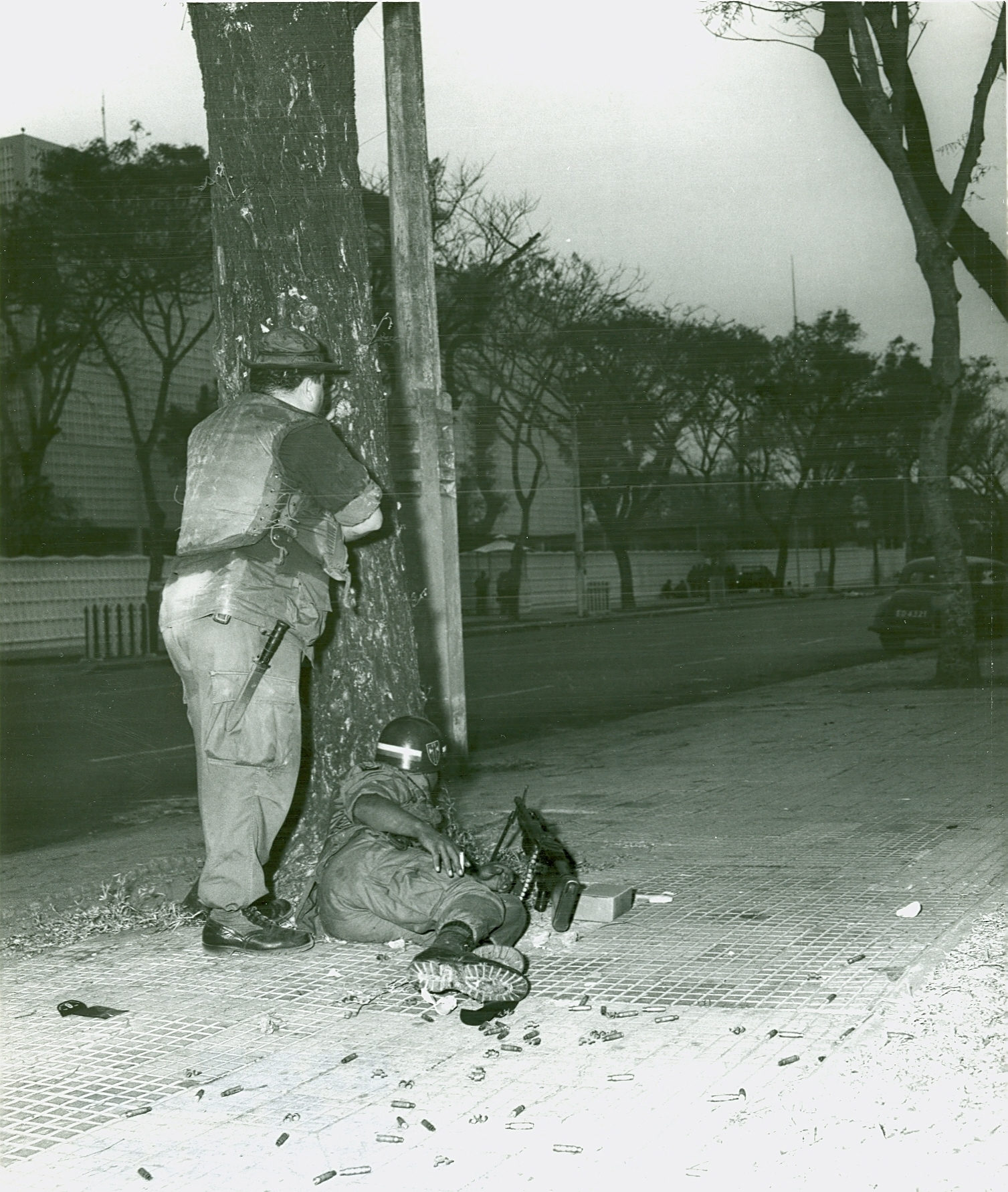
1月31日上午事件平息後，美軍憲兵站在統一大道入口對面的越共射擊位置

凌晨4時，美國駐越大使埃爾斯沃思·邦克透過副官聯絡西貢警察廳長阮文論（Nguyễn Văn Luận），請他提供援助，但第一分局局長拒絕在暗夜中調動警員，反要求美方派人護送他的警隊前往大使館，因此借助西貢警力增援的計畫宣告失敗。4時20分，美軍援越司令官威廉·魏摩蘭上將命令716憲兵營優先執行對使館敵人的掃蕩任務，缺乏武裝車輛及直升機的憲兵們，只得加派部隊封鎖使館周邊街區。當時因為夜間過暗，再加上大使館方面與館外海軍陸戰隊、憲兵隊之間的通訊、或是院區內部的通訊品質均相當不良，而使事態顯得更加混亂模糊。哈伯中士和其他在大樓內的美國人員可透過電話聯絡外界，而頂樓的索托中士只有一支無線電。

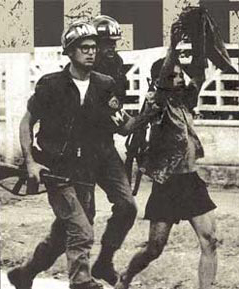
美軍憲兵押送被俘的越共到使館外

在使館大樓旁的領事館院區內，海軍陸戰隊下士詹姆士·馬歇爾（Cpl James C. Marshall）爬上一棟領事館所屬的樓房，從屋頂上朝大使館院子裡的越共們開槍，當他被一枚砲彈破片擊傷時仍然守在射擊位置上，直到越共的另一發子彈將他擊斃為止，他可能是當天最後一名在大使館事件中喪生的美國人。早上5時，美國陸軍第101空降師的一群空降兵搭直升機試圖降落在大使館屋頂上，但馬上被院子裡尚未戰死的越共開火逼退，6時15分，一架救難直升機才飛到樓頂，接走受傷的扎赫雷尼下士，並投下三箱M16步槍的子彈。但由於館內人員都沒有配備該款步槍，因此完全沒派上用場。
當1月31日的黎明破曉時，越共在使館外牆炸出的洞口被發現了，同時憲兵們也終於用槍射掉統一大道入口的鎖，並用吉普車把門撞開。海軍陸戰隊員和憲兵隊員衝入門內後，幾分鐘內便將院子裡已傷亡慘重的越共們擊斃，而載著101空降師士兵的直升機，也從屋頂上讓空降兵們進到使館大樓裡準備掃蕩，但發現越共並未攻入樓內。別墅裡的傑考森上校聽聞院內動靜後，呼叫窗外的憲兵並要求武器。憲兵們丟給他一支柯爾特M1911手槍和防毒面具，接著又拋入CS催淚彈，傑考森於是從樓上槍殺了一名受傷倒地的越共。
上午9時，大使館已宣告安全。參與襲擊的19名越共敢死隊員中，18人死亡，1名傷員被俘。

#### 後續及影響
大使館襲擊案的第一篇新聞是由美聯社整理零碎消息後，在凌晨3時15分發出的。之後的另篇報導則稱越共已進入大使館地面層，凸顯當時事態及相關資訊相當雜亂。早晨7時25分，美聯社發出了一份報導指出越共敢死隊員已經攻佔了大使館一樓，並開火擊退美軍到場部隊。之後國家廣播公司（NBC）引用該報導的訊息，在美東時間傍晚18時30分播出的新聞節目「亨特利-布林克利報導」中播報說大使館一樓被佔領、美軍和越共士兵在院子裡槍戰。儘管後來的媒體報導已都將內容修正為實際情況，但最早傳出的版本早已造成美國輿論譁然。
美駐西貢使館襲擊案正如春節攻勢中大部分的攻擊事件，在戰略上規模不大，卻於政治及心理方面造成顯著衝擊效果。當時美國已在越南打仗2年半、陣亡2萬人。儘管美國駐屯越南有50萬大軍，越共還是設法攻破了美大使館這個表面上的美國勢力象徵、實質上的美國延伸領土。

### 1968年－1975年
1968年11月4日，邦克大使授予716憲兵營營長泰勒·弗萊徹中校（LTC Tyler H. Fletcher）卷軸以表彰憲兵隊對大使館防衛的貢獻。他也替捍衛使館而殉職的4名憲兵和1名海軍陸戰隊員舉行紀念牌匾的揭匾儀式。
1971年2月18日，在美大使館發生炸彈襲擊案。

### 西貢陷落
美國駐越大使館在1975年4月下旬、北越人民軍兵臨城下時，由美國制定的直升機疏散行動中成為重要的關鍵設施。早在4月12日，美軍中負責提供直升機和警備部隊投入人員撤離任務的第9海軍陸戰兩棲旅（9th MAB）即派員到西貢與美國駐越大使葛拉漢·馬丁商討相關計畫，但馬丁大使告訴陸戰隊員，自己絕不容忍任何顯露美國試圖拋棄南越的跡象出現。第9旅的准將旅長理查德·凱利（Brig Gen Richard E. Carey）在翌日也飛到西貢會見馬丁大使。凱利准將之後表示：「這次到訪氣氛嚴峻、成效不彰，而且似乎冒犯到了大使先生」 。
4月25日，第9兩棲旅的40名海軍陸戰隊員著平民服裝，從漢考克號航空母艦搭乘美航公司的直升機飛到西貢新山一空軍基地隔壁的美國駐南越國防武官辦事處館區以就近增援美國大使館內的18名陸戰隊使館衛兵，也額外調了6人去保護馬丁大使。此時的馬丁大使對情勢依然看法樂觀，認為透過談判達成的解決方案，可使美國毋需撤出越南，而他也為了要避免恐慌及落敗情緒瀰漫，特別指示大使館地面支援部隊指揮官、海軍陸戰隊衛兵營少校營長基恩（Major James Kean）不得先行砍掉院子裡的綠樹和灌木，儘管那是為了將大使館停車場開闢為直升機降落區而必須執行的前置作業。

#### 展開「常風行動」

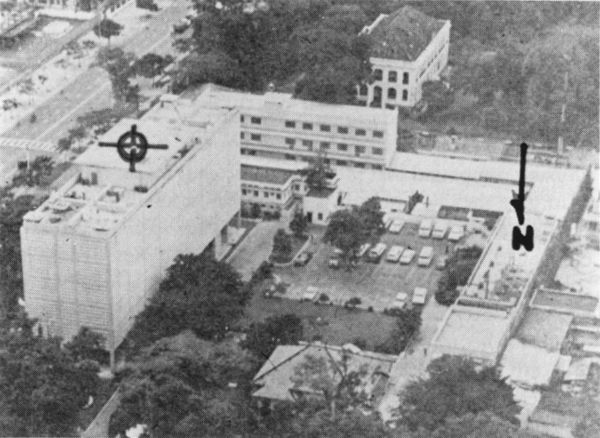
1975年4月時的美國駐西貢大使館俯瞰圖，圖中樓房分別為大使館主樓（左）、停車場（中）、領事處辦公處和法國駐越南大使館（上）

4月28日傍晚18:00，幾位在3月底峴港淪陷時已向北越投誠的前南越空軍飛官駕駛3架A-37蜻蜓式攻擊機投彈轟炸新山一機場，數發北越軍砲彈和火箭也開始射入機場，至隔日的4月29日凌晨4時，密度已經到每小時40發。大使館方面得知此事後於清晨6點召開緊急會議，多數與會高級官員都主張立即實施疏散，而馬丁大使卻在7點之後乘轎車前往新山一，途中仍有北越砲彈射擊。在新山一的武官館區，擔任美國駐越武官的史密斯陸軍少將（Maj Gen Homer D Smith Jr）對馬丁大使表示新山一機場的事態已使得固定翼飛機終止投入撤離任務，改成採直升機作為疏散手段的方案。馬丁大使斷然拒絕史密斯少將的提議，執意前往機場親自觀察情勢。但在之後，他確認史密斯將軍的評估是正確的，於上午10時40分以後與華府打電話，同意實施直升機撤離計畫。上午10時51分，正值深夜的華府下達了實施「常風行動」的命令。
常風行動中，在西貢地區選定的兩處疏散地點分別為美國大使館（使館雇員撤離地點）和新山一的武官處館區（美國公民、越南難民撤離地點）。上午10時至12時，基恩少校和陸戰隊員忙著在院子裡砍伐樹木和挪車，以在大使館主樓後方的停車場建立直升機降落區。如此一來，大使館內便劃分出兩塊可用的區域，分別是可供UH-1直升機和CH-46海騎士直升機起降的頂樓直升機台、以及CH-53海種馬直升機使用的停車場降落區。而除了美國大使館、新山一武官館區外，美航公司的UH-1直升機也從西貢地區其他規模較小的集合點（包括在荷蘭籍攝影記者休·范艾斯拍攝的著名照片中，常被誤認為美國大使館的嘉隆街22號公寓屋頂）載運難民飛越城市，並降落到大使館屋頂上。

越南市民試著攀上美國大使館的外牆，以進入院內獲得疏散機會。

另一方面，大使館週邊數以萬計的人群也對撤離行動造成影響。4月29日當天早上，早在常風行動開始之前，聚集在大使館外面街上的人潮即已估計達到1萬人，而已經進入大使館、領事館院區的難民又有2,500人。如此一來使館大門為了避免人潮蜂擁擠入而必須鎖上，同時許多恐慌的越南市民試著攀爬到裝有鐵絲網的圍牆上，場面相當混亂。困在人海中的部份人士，例如與美國機構相關的越籍雇員和眷屬、越南共和國軍政界要員等，必須以高舉證件等方式讓自己被守衛外牆的海軍陸戰隊衛兵或使館員工認出，才得以進入館區等待疏散。後來從美國大使館搭機離開的人士包括了南越高官潘光旦、南越陸軍中將鄧文光等人。
在大使館內，每一處可以容身的角落都被待撤的美、越難民塞滿，有些使館雇員也開始從商店裡分發酒類飲料。而許多情報文件和美鈔的碎片從大使館頂樓的焚燒爐往天空和地面飄，當中有些已化為灰燼。一名外交官表示當天共燒掉了500萬美金。
下午15時，基恩少校在海軍陸戰隊的第一批CH-53直升機從海上飛到武官處新山一館區後，便聯絡第七艦隊告知大使館方面對空運的需求條件，而艦隊方面此時才了解大使館內已動用巴士接駁待送人員到武官處館區，且接走馬丁大使和其餘陸戰隊員所需的直升機數目僅是兩架。下午17:00，第一架CH-46海騎士直升機飛到美國大使館。晚上19時至21時間，海軍陸戰隊4團2營從新山一派出約130名左右的陸戰隊員到大使館協助保安任務，於是大使館內的陸戰隊員數量驟增至175人。新山一武官館區的疏散任務結束之後，所有的撤僑直升機全部改飛美國大使館，但基恩少校得知直升機在晚間會因能見度降低而被迫停止任務，因此他安排大使館內的汽車全部圍繞停車場停放，並打開頭燈照亮降落區，任務才得以延長。晚間21時30分，一名駕駛CH-53的飛官告知基恩少校，美國海軍第76特遣艦隊司令官惠特邁爾上將（Admiral Whitmire）已下令所有行動在23時停止。於是他請馬丁大使與白宮聯絡、要求繼續行動，馬丁立刻回應說直升機將會繼續出動。同時，藍嶺號兩棲指揮艦上的第9陸戰兩棲旅旅長凱利准將與惠特邁爾上將會面，說服他在大部分飛官都已疲於奔波，且夜間的黑暗、西貢市內的火災煙霧和天氣使能見度更加惡劣的情況下，繼續准許派遣直升機飛往美國大使館，而惠特邁爾將軍在考慮後也同意了。

#### 4月30日
4月30日凌晨2時15分，每10分鐘便有一架CH-46直升機和CH-53直升機降落在大使館院子內，大使館方面也表示會再出動19架直升機結束疏散作業。基恩少校估計現場仍有非美籍難民850名、美籍人士（含陸戰隊員）225名。凌晨2時30分，美國國務卿亨利·季辛吉打電話告訴馬丁大使在3時45分完成撤退行動，經馬丁要求、傑拉爾德·福特總統同意後放寬時限。凌晨3時，馬丁命令基恩少校將所有難民移動到停車場降落區、也就是海軍陸戰隊的最後防線內。3時27分，福特總統下令表示之後出動於疏散任務的直升機架次不得多於19架。
凌晨4時30分，隨著出動架次早已超過19架，基恩少校到使館頂樓用直升機上的無線電和凱利准將通話，凱利旅長表示福特總統下達的命令規定即時起只疏散美國人，並命令基恩把所有部下撤入使館館舍內，並到頂樓降落區準備等待撤退。回到一樓後，基恩命令陸戰隊員們全部在使館館舍入口外圍成一個半圓，當使館外的人群突破外牆大門衝入院子時，大部分的陸戰隊員都已退回使館內，他們關了使館辦公樓的大門並栓上。由於電梯在六樓已經被美軍海蜂工兵隊封住，因此陸戰隊衛兵沿著樓梯登上六樓，並鎖上後面的柵門。此時有人開著運水車撞爛使館入口，群眾也湧入樓梯。海軍陸戰隊員把頂樓樓梯口堵住，並使用化學催淚劑阻止民眾闖入，此時大使館週邊也偶有零星的槍火掠過屋頂上方。
凌晨4時58分，馬丁大使登上了一架海軍陸戰隊第165直升機中隊的CH-46海騎士直升機，無線電呼號「9號王牌女郎」（Lady Ace 09），並飛往外海的藍嶺號。該直升機發送出「老虎已出閘」（Tiger is out）的訊息，表示大使已經出了使館。一些仍在空中的直升機延遲了未完成的疏散任務，飛回大使館準備接走留下的陸戰隊員。早上7時，一架CH-64海騎士飛到大使館上空送走了陸戰隊登陸營隊員。在經過焦急的等候之後，另一架隸屬於164直升機中隊的CH-64海騎士才來接送基恩少校和餘下的10名陸戰隊使館衛兵。7時53分，這最後一架離開西貢的美軍直升機從美國大使館屋頂升空，最後於8時30分降落在沖繩號兩棲突擊艦上。
事後經海軍陸戰隊航空兵方面的估計，常風行動期間從美國大使館離開越南的共有美國籍人員978名、南越籍人員和第三國公民1,120名，4月30號早上末班直升機離開後，大使館區內仍有400名難民尚未撤離，包括100名左右的韓國籍人員，他們大部分於1976年離越返韓，但當中官位最高的公使兼韓僑撤退本部長李大鎔和另兩名外交官仍繼續被關押在越南至1980年為止。而載運馬丁大使離越、呼號「9號王牌女郎」、識別碼154803的CH-46海騎士直升機目前展示於加州密拉瑪海軍陸戰隊航空基地的飛行皮領航空博物館內。

## 南越垮台之後

### 1975年－1995年
北越部隊、情報人員及軍官在西貢易手之後的4月30日當天下午即將大使館掃蕩一空。接下來又花了數日，得以將大使館內破碎但尚未燒毀的殘餘機密文件拼湊起來，並利用上面的資訊追捕美國中情局雇用的南越特工。
1980年代時，原美國大使館曾被越南油氣公司當成胡志明市辦事處處址。

### 1995年至今
1995年美國的克林頓政府與越南恢復建立外交關係，並於同年在河內设立了新的美國駐越大使館，而胡志明市的原美國大使館館區也移交回美國政府手中。但經過考量，判定大使館館舍在熱帶季風氣候下閒置了多年後，已不堪重新使用，另一方面，也可能由於館舍本身便蘊含著越戰時期的負面歷史，而顯得與華府－河內之間新展開的外交氛圍格格不入。於是這棟白色混凝土建成的大廈便在1998年5月至7月間遭到清拆，而美國國務院在該城的新代表處——美國駐胡志明市總領事館便座落在原大使館區隔壁的領事館區。在拆除工程之後，由大使館屋頂通向頂樓直升機降落台的階梯被送回美國，目前展示於密西根州的傑拉爾德·福特總統博物館。
原大使館仍有部分可見的痕跡殘留至今，最明顯的是蓋在大使館前、1968年襲擊事件時越共敢死隊員開槍的環狀水泥花壇，而大使館辦公樓的建築痕跡也可從高處俯瞰到，其位置目前已改建成一座公園，供美國領事館雇員休憩。
2002年11月14日，替紀念1968年使館襲擊事件中殉職美軍人員的新牌匾進行了揭幕式。舊牌匾在西貢失守當天仍安置在大使館內，南越灭亡後被移至戰爭遺跡博物館中展出，但之後又宣告失蹤。

## 歷任大使

### 美國駐越南國公使（1950年－1952年）
1950年2月，美國政府與越南國政府建交。同年美國派出首任常駐公使。2月17日，美國駐西貢總領事館升格為公使館。2月21日，原總領事古利恩任公使館代辦。7月5日，首任公使希斯到任。1952年6月25日，公使館升格為大使館。
| 姓名（中文） | 姓名（英文） | 任命          | 到任          | 遞交國書       | 離任          | 外交銜級 | 外交職務     | 備註                                                                           | 備註 |
| ------------ | ------------ | ------------- | ------------- | -------------- | ------------- | -------- | ------------ | ------------------------------------------------------------------------------ | ---- |
| 古利恩       |              | 1950年2月21日 | 1950年2月21日 |                | 1950年7月5日  | 參贊     | 臨時代辦     | 1950年2月17日，美國駐西貢總領事館升格為公使館，2月21日改派為駐越參贊並暫代館務 |      |
| 希 斯        |              | 1950年6月29日 | 1950年7月5日  | 1950年10月22日 | 1952年6月25日 | 公使     | 特命全權公使 | 美國與南越建交後首任公使，後升任大使                                           |      |

### 美國駐越南國及越南共和國大使（1952年－1975年）
1952年6月19日，越南國設立駐美國大使館。美國方面亦於同年6月25日將駐在使節升格為大使。
| 姓名（中文） | 姓名（英文） | 任命          | 到任          | 遞交國書      | 離任           | 外交銜級 | 外交職務     | 備註                                        | 備註 |
| ------------ | ------------ | ------------- | ------------- | ------------- | -------------- | -------- | ------------ | ------------------------------------------- | ---- |
| 希 斯        |              | 1952年6月25日 | 1952年6月25日 | 1952年7月11日 | 1954年11月14日 | 大使     | 特命全權大使 | 公使升任大使，美國與南越建交後首任大使      |      |
| 萊因哈特     |              | 1955年4月20日 | 1955年5月26日 | 1955年5月28日 | 1957年2月10日  | 大使     | 特命全權大使 | 越南共和國成立後於1956年2月24日重新遞交國書 |      |
| 德布羅       |              | 1957年3月14日 |               | 1957年4月16日 | 1961年5月3日   | 大使     | 特命全權大使 |                                             |      |
| 瑙爾汀       |              | 1961年3月15日 |               | 1961年5月10日 | 1963年8月15日  | 大使     | 特命全權大使 |                                             |      |
| 洛 奇        |              | 1963年8月1日  |               | 1963年8月26日 | 1964年6月28日  | 大使     | 特命全權大使 |                                             |      |
| 泰 勒        |              | 1964年7月1日  |               | 1964年7月14日 | 1965年7月30日  | 大使     | 特命全權大使 |                                             |      |
| 洛 奇        |              | 1965年7月31日 |               | 1965年8月25日 | 1967年4月25日  | 大使     | 特命全權大使 |                                             |      |
| 邦 克        |              | 1967年4月5日  |               | 1967年4月28日 | 1973年5月11日  | 大使     | 特命全權大使 |                                             |      |
| 馬 丁        |              | 1973年6月21日 |               | 1973年7月20日 | 1975年4月29日  | 大使     | 特命全權大使 | 末任，4月29日，大使館關閉                   |      |

## 外部連結
- American Embassy Saigon, Vietnam Marines and Civilians
- Fall of Saigon Marines （页面存档备份，存于）
- ITN News footage of the Fall of Saigon （页面存档备份，存于）.
- Saigon Facilities Map, 1969
- Scenes from Operation Frequent Wind （页面存档备份，存于）.
- Tet Offensive 1968, U.S. Embassy & Saigon fighting （页面存档备份，存于）. CBS News footage of fighting in Saigon during the Tet Offensive.
- U.S. Consulate, Ho Chi Minh City, official website
- "White Christmas: The Fall of Saigon" （页面存档备份，存于） - Dirck Halstead, The Digital Journalist.